# جبيلة الرصفاء
جبيلة الرصفة، هي بلدية تقع بدائرة عين كرمس في ولاية تيارت الجزائرية.

## أصل التسمية
يرجع اسم بلدية جبيلات الرصفة إلى موقعها القائم بين تلال وجبال صغيرة مرصوفة الحجارة
ويقال حجارتها صلبة رصفت بعضهاإلى بعض وبناء عليه سميت جبيلات الرصفة.

## تاريخها
كانت البلدية عبارة عن شعاب ووديان سكنتها أقوام كثيرة تمتد إلى العهد الروماني، آخر من قطنها هم العكرميون.

## موقعها الجغرافي
تقع البلدية في الجنوب الغربي لولاية تيارت حيث تبعد عنها بحوالي 80 كلم، وعن مقر دائرة عين كرمس 28 كلم، وعن الجزائر العاصمة 567 كلم، 
تحدها من الشرق بلدية عين كرمس، ومن الغرب ولاية سعيدة، ومن الجنوب بلدية مادنة، ومن الشمال بلديتي عين الحديد وتخمارت.

## مناخها
مناخها حار وجاف صيفاً وبارداً وممطراً شتاءً.

## سكانها
بلغ عدد سكانها 4930 نسمة حسب الإحصاء لسنة 2008.

## إيرادات البلدية
تعدّ إيرادات البلدية قليلة جداً تتمثل في كراء مساكنها والمحلات التجارية وفواتير الماء ومن خلال مساعدات حكومية إضافة إلى الضرائب على الحفلات والأعراس.
وأما الزراعة في البلدية فيعتمد معظم مواطنيها على النشاط الفلاحي خاصة بمناطق القعدة والزرزور والبغيلة بالإضافة إلى منطقة عين داز نظرا لسهوبها الخصبة.
كما تعدّ البلدية منطقة سياحية لاحتوائها على عدة معالم أثرية بالإضافة إلى مناطق ذات طابع سياحي منها منطقة داز والزرزور وكذلك منطقة البغيلة التي توجد بها غابة كثيفة ومناطق خضراء خلابة